# Mikeno
Der Mikeno ist ein Vulkan im Nationalpark Virunga in der Demokratischen Republik Kongo. Er ist 4437 Meter hoch und Teil des Virunga-Bergmassivs, das sich teils auf kongolesischem, teils auf ruandischem und teils auf ugandischem Staatsgebiet erstreckt.
Der Mikeno liegt etwa 35 km nordöstlich der kongolesischen Stadt Goma. Er entstand zusammen mit den anderen Bergen der Virunga-Kette durch den großen Afrikanischen Grabenbruch, bei dem die Arabische Platte von der Afrikanischen Platte abgespalten wird. Er ist größtenteils mit dichtem Bergregenwald bedeckt und Heimat der seltenen Berggorillas. Vor allem zum Schutze dieser wurde 1925 der Albert-Nationalpark gegründet, der 1969 in den Vulkan-Nationalpark auf der Seite Ruandas und den Nationalpark Virunga in der DR Kongo geteilt wurde.